# Lliga alemanya de futbol 2011-12
La Fußball-Bundesliga 2011-12 va ser la 49a edició de la Lliga alemanya de futbol, la competició futbolística més important del país.

## Classificació
- Font: www.resultados-futbol.com/bundesliga2012'

## Play-off de descens
| Equip de la 1. Bundesliga | Resultat global | Equip de la 2. Bundesliga | Resultat anada | Resultat tornada |
| ------------------------- | --------------- | ------------------------- | -------------- | ---------------- |
| Hertha BSC                | 3:4             | Fortuna Düsseldorf        | 1:2            | 2:2              |